# Tchaj-wan na Letních olympijských hrách 1992
Tchaj-wan se účastnil Letní olympiády 1992 ve španělské Barceloně. Zastupovalo ho 31 sportovců (23 mužů a 8 žen) v 7 sportech.

## Medailisté
| Medaile | Jméno        | Sport     | Soutěž     |
| ------- | ------------ | --------- | ---------- |
| Stříbro | Družstvo žen | Basketbal | Turnaj žen |